# Ducado de Sotomayor
El ducado de Sotomayor es un título nobiliario español creado, con grandeza de España, el 25 de abril de 1703 por el rey Felipe V a favor de Fernando Álvarez de Sotomayor y Lima, II marqués de Tenorio, II conde de Crecente y señor de Sotomayor.
La denominación del título se refiere al señorío de Sotomayor, municipio gallego de la actual provincia de Pontevedra.  
El señorío y castillo de Sotomayor estuvo en posesión de los duques hasta finales del siglo XVIII, perdiéndola a favor de Benito Correa y Sotomayor, IV marqués de Mos, que ganó el pleito por mejor derecho que había iniciado su padre, Pelayo Antonio Correa Sotomayor, el 14 de mayo de 1773, sobre las tierras del mayorazgo de los Sotomayor.

## Duques de Sotomayor
|                       | Titular                                               | Periodo               |
| Creación por Felipe V | Creación por Felipe V                                 | Creación por Felipe V |
| --------------------- | ----------------------------------------------------- | --------------------- |
| I                     | Fernando Yáñez Álvarez de Sotomayor y Lima            | 1703-1705             |
| II                    | María de Sotomayor y Lima                             | 1705-1726             |
| III                   | Félix Fernando Sotomayor Masones de Lima              | 1726-1767             |
| IV                    | Ana María de Masones de Sotomayor y Lima              | 1767-1789             |
| V                     | Ignacio Jaime de Sotomayor Margens de Nin y Zatrillas | 1798-1835             |
| VI                    | Mariana Nin y Zatrillas y Sotomayor                   | 1835-1844             |
| VII                   | Gabriela del Alcázar y Vera de Aragón                 | 1844-1889             |
| VIII                  | Carlos Martínez de Irujo y del Alcázar                | 1889-1909             |
| IX                    | Pedro Martínez de Irujo y Caro                        | 1910-1957             |
| X                     | Ignacio Martínez de Irujo y Artázcoz                  | 1959-2011             |
| XI                    | Carlos Martínez de Irujo y Crespo                     | desde 2012            |

## Historia de los duques de Sotomayor

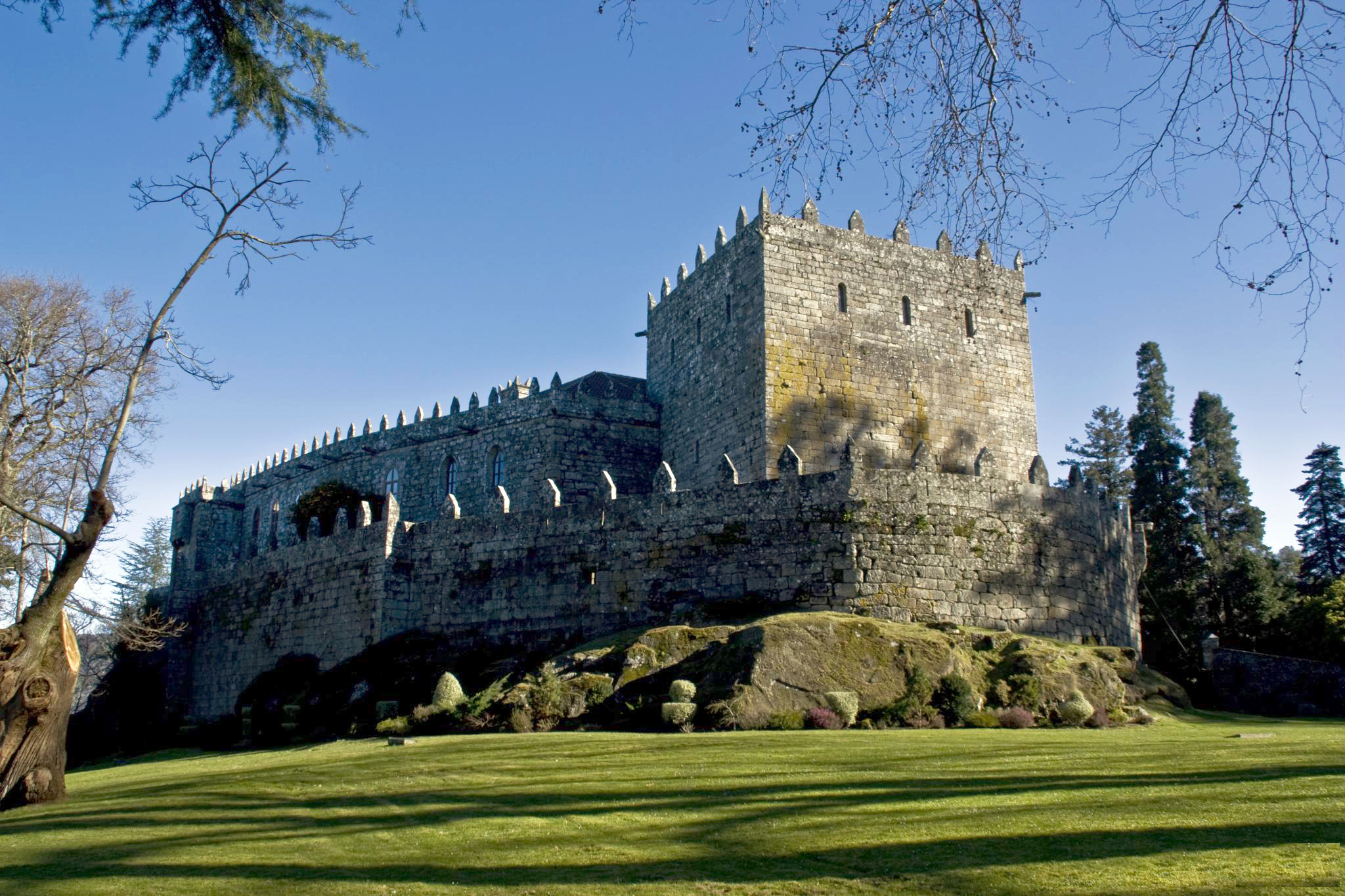
El castillo de Sotomayor, que estuvo en posesión de la familia hasta que la IV duquesa lo perdió en pleito, pasando entonces a los marqueses de Mos

- Fernando Yáñez Álvarez de Sotomayor y Lima (m. 17 de julio de 1705), I duque de Sotomayor,[2] II marqués de Tenorio, III conde de Crecente. Era hijo de Juan Fernández de Sotomayor y Lima, I marqués de Tenorio y I marqués de los Arcos, y de Francisca Luisa de Sotomayor de Abreu y Noroña, II vizcondesa de Crecente, heredera de la casa de Sotomayor. Nieto paterno de Lourenço de Lima Brito Nogueira, VI vizconde de Vila Nova de Cerveira, y de Luísa de Távora y nieto materno de Fernando Yáñez de Sotomayor, I vizconde de Crecente en 1627, y de María de Abreu y Noroña.[3]

Casó, en primeras nupcias, en Madrid (San Ginés) el 15 de diciembre de 1677, con Petronila de Chaves y Sotomayor (n. Trujillo-8 de febrero de 1700), hija de Juan de Chaves y Sotomayor y de Ana de Mendoza.  Contrajo un segundo matrimonio, el 28 de marzo de 1705, con Teresa de Sotomayor y Pacheco, marquesa de Castrofuerte. Sin descendencia, sucedió su hermana:
- María de Sotomayor y Lima (m. 10 de diciembre de 1726), II duquesa de Sotomayor,[2] III marquesa de Tenorio y IV condesa de Crecente.

Casó con Gaspar Ramírez de Arellano y Pantoja (m. 1713), I conde de Peñarrubias. Sucedió su sobrino:
- Félix Fernando Sotomayor Masones de Lima (Caller, Cerdeña, 3 de diciembre de 1684-1767), III duque de Sotomayor, grande de España,[2] V conde de Montalvo, IV marqués de Tenorio, V conde de Crecente, , presidente del Consejo de Órdenes y miembro de Consejo de Estado.[2]

Casó, el 28 de enero de 1715, con María Laura Masones y Manca. Le sucedió su hija:
- Ana María de Masones de Sotomayor y Lima (Cagliari, 19 de abril de 1718-17 de marzo de 1789), IV duquesa de Sotomayor, condesa de Montalbo de Aragón, V marquesa de Tenorio y VI condesa de Crecente.

Casó, el 28 de abril de 1734, con Domingo Manuel Enríquez de Navarra, IV conde de Ablitas. Sin descendientes, le sucedió su sobrino:
- Ignacio Jaime de Sotomayor Margens de Nin y Zatrillas (Caller, Cerdeña, 18 de mayo de 1772-1798), V duque de Sotomayor,[2] VIII conde de Crecente, III conde del Castillo y VI marqués de Tenorio.[5]

Casó, el 10 de noviembre de 1802, con Lucía Luisa de Rojas y Fernández de Miranda (1756-1834), VI marquesa de Valdecarzana, XI condesa de Villamor, IX condesa de las Amayuelas, VI vizcondesa de Linares, X marquesa de Taracena, XVI marquesa de Cañete, VI marquesa de Valdecarzana, XVI condesa de Tahalú, IX condesa de Escalante, VIII condesa de Mora, VII marquesa de la Torre de Esteban Hambrán, IX condesa de Valverde y IX marquesa de Santacara, tres veces grande de España. Sin descendientes, le sucedió su hermana:
- Mariana Nin y Zatrillas y Sotomayor (1778-10 de enero de 1847), VI duquesa de Sotomayor,[2] IX condesa de Crecente y condesa de Montalbo de Aragón.

Casó en primeras nupcias, el 18 de abril de 1797 con Vicente Javier de Vera y Aragón y Bejarano, IV conde del Sacro Romano Imperio, conde de Requena. Contrajo un segundo matrimonio, el 23 de julio de 1806, con José María Contreras y Oviedo, marqués de Buscayolo. Casó en terceras nupcias con Modesto Escosura y Fernández-Pola. En 1 de marzo de 1844, por cesión, sucedió su nieta, hija de  Victoria Teresa de Vera y Aragón y Nin de Zatrillas, II duquesa de la Roca, hija tenida de su primer matrimonio, y de su esposo, Juan Gualberto del Alcázar y Venero Bustamante, VI marqués del Valle de la Paloma:
- Gabriela del Alcázar y Vera de Aragón (1826-2 de junio de 1889), VII duquesa de Sotomayor.[2]

Casó, el 23 de junio de 1844, con Carlos Martínez de Irujo y McKean, II marqués de Casa Irujo, grande de España.  En 31 de julio de 1889, sucedió su hijo:
- Carlos Martínez de Irujo y del Alcázar (Londres, 5 de abril de 1846-San Sebastián, 11 de septiembre de 1909), VIII duque de Sotomayor,[2] II marqués de los Arcos y III marqués de Casa Irujo, grande de España.[9] Fue diputado y senador, caballero de la Orden del Toisón de Oro, caballero de la Orden de Santiago, maestrante de Zaragoza, Gran Cruz de Carlos III, gentilhombre de cámara con ejercicio y servidumbre, sumiller de corps, jefe superior de palacio y mayordomo de la reina.[10]

Casó en primeras nupcias, el 28 de mayo de 1875, con María de la Asunción Caro Szecheny (1853-1897), hija del V marqués de la Romana y de su esposa Isabel Szecheny,  Al enviudar, contrajo un segundo matrimonio en 1899 con su cuñada, María del Pilar Caro Szecheny, viuda del marqués de San Felices. En 18 de abril de 1910, sucedió su hijo del primer matrimonio:
- Pedro Martínez de Irujo y Caro (1882-6 de septiembre de 1957), IX duque de Sotomayor[2] y V marqués de Casa Irujo.[9] Fue caballerizo mayor de la reina María Cristina de España.

Casó, el 26 de octubre de 1910, con Ana María de Artazcoz y Labayen (m. 9 de enero de 1930), dama de la Reina Victoria Eugenia de España. En 4 de diciembre de 1959, sucedió su hijo:
- Ignacio Martínez de Irujo y Artazcoz (1913-28 de agosto de 2011), X duque de Sotomayor[2] y VI marqués de Casa Irujo.[9]

Casó, el 8 de abril de 1947, con Antonia Celina Crespo y Raybaud (m. 30 de octubre de 2005). En 23 de julio de 2012, sucedió su hijo:
- Carlos Martínez de Irujo y Crespo, XI duque de Sotomayor[1] y VII marqués de Casa Irujo.[9]

Casó en primeras nupcias, el 29 de septiembre de 1978, con María de la Soledad de Casanova y Barón (m. 29 de septiembre de 2000), XVIII marquesa del Águila y XVII marquesa de Montemayor. Contrajo un segundo matrimonio, el 27 de marzo de 1992, con Avelina de la Concepción Conde León. De su primer matrimonio nació Carlos Pedro Martínez de Irujo y Casanova (n. Madrid, 1 de diciembre de 1979), XVIII marqués de Montemayor y XIX marqués del Águila.